# هپتا دکانویک اسید
هپتا دکانویک اسید (به انگلیسی: Heptadecanoic acid) با فرمول شیمیایی C17H34O2 یک ترکیب شیمیایی است. که جرم مولی آن 270.45 g/mol می‌باشد. شکل ظاهری این ترکیب، بلورهای سفید است.